# Транспорт в Буркина-Фасо
Транспортная система Буркина-Фасо представлена наземными (автомобильные и железные дороги), воздушными и речными перевозками.

## Железнодорожный транспорт
В Буркина-Фасо проложено 622 км железных дорог из которых 517 км составляет дорога Уагадугу — Абиджан (Кот-д’Ивуар), а ещё 105 км — дорога Уагадугу — Кая. Все железные дороги страны имеют колею 1000 мм. Железнодорожная система Буркина-Фасо соединена только с системой Кот-д’Ивуара, где используется аналогичная ширина колеи.
Внутриконтинентальное положение Буркина-Фасо ставит её в зависимость от доступа к портам в соседних странах. Ж/д ветка соединяет Уагадугу и Бобо-Диуласо с ивуарийским портом Абиджан, являющимся основным портом, обрабатывающим буркинийские грузы. Обострение обстановки в Кот-д’Ивуаре в 2003 году спровоцировало изменение традиционных путей грузоперевозок: помимо абиджанского транспортного коридора стали обсуждаться возможности использования портов Того, Бенина и Ганы. Так, буркинийское и ганское правительства изучили возможности прокладки дорог между Уагадугу и По с буркинийской стороны и портами Кумаси и с Бонкара (речной) с ганской, продолжается технико-экономическое обоснование проекта. Основное затруднение, мешающее связыванию транспортных систем двух стран в единое целое, является различие в ширине колеи, однако эта сложность может быть преодолена различными методами.
Ветка из Уагадугу в столицу Нигера Ниамей заканчивается в городе Кая. Изображения системы Google Earth (от 15/2/07) показывают, что сооружение дороги продолжается, работы ведутся приблизительно в 100 км к северо-востоку от города Дори.
В 2006 году индийская компания предложила проект осуществления доступа внутриконтинентальных Нигера и Буркина-Фасо к ж/д-системам Бенина и Того, аналогичные проекты представляла и одна из чешских компаний. Основным продуктом перевозки в таком случае предполагалось сделать марганцевую руду с месторождений неподалёку от города Дори. Также, Буркина-Фасо является частью проекта AfricaRail.

### Ж/д станции Буркина-Фасо
Железными дорогами соединены Банфора, Бобо-Диуласо, Кудугу, Уагадугу и Кая (конечная).

## Автомобильный транспорт
В Буркина Фасо проложено 12506 км автомобильных дорог, 2001 км имеет твердое покрытие.
В 2000 году по данным правительства страны в национальную дорожную сеть, находящуюся в ведении Министерства Транспорта и ЖКХ (MITH), входило 15000 км автодорог. В это число входят основные междугородние шоссе и ключевые дороги городов — центров департаментов. Только 10 из них хотя бы частично имеют твердое покрытие, их состояние неудовлетворительно: на дорогах нет разметки, разделительных барьеров, указателей и знаков, полосы встречного движения никак не маркированы, само полотно дорог изъедено выбоинами.

## Воздушный транспорт
В стране функционируют международные аэропорты в городах Уагадугу и Бобо-Диуласо, а также большое количество мелких взлетно-посадочных полос. В 2013 году в стране насчитывалось 23 аэропорта, но только 2 имели полосы с твёрдым покрытием. Буркина-Фасо владеет частью акций компании Air Afrique, которая осуществляет международные рейсы. Внутри страны монопольным перевозчиком является основанная в 1967 году компания Air Burkina. Она также осуществляет полеты в соседние страны. В 2003 году суммарный пассажиропоток составил 55000 человек.